# Cyrtandra grayana
Cyrtandra grayana là một loài thực vật có hoa trong họ Tai voi. Loài này được Hillebr. mô tả khoa học đầu tiên năm 1888.